# Khmer Serei
O Khmer Serei (Khmer: ខ្មែរសេរី [kʰmae seːrəj]; "Khmer livre") foi uma força de guerrilha anticomunista e antimonarquista fundada pelo nacionalista cambojano Son Ngoc Thanh. Em 1959, ele publicou 'O Manifesto do Khmer Serei' alegando que Sihanouk estava apoiando a 'comunização' de Kampuchea. Na década de 1960, o Khmer Serei estava crescendo em número, na esperança de se tornar uma grande força política e de combate.
O objetivo principal do Khmer Serei era desestabilizar os poderes existentes mantidos pelo então líder cambojano, o rei Norodom Sihanouk e derrubar seu reinado – e se tornar uma parte permanente do corpo político cambojano.
A relativa falta de recursos do Khmer Serei, a falta de tempo e a falta de apoio em relação à maioria do Khmer Vermelho e ao rei Sihanouk levaram ao eventual declínio do grupo.